# François Papinot
François Papinot, né le 27 mars 1792 à Chalon-sur-Saône et décédé le 8 juillet 1852 à Dijon, est un architecte-voyer français qui a bâti essentiellement à Dijon.

## Biographie
François Papinot est un architecte dijonnais du début du XIXe siècle, né à Chalon-sur-Saône le 27 mars 1792. Il est le fils de l'entrepreneur-charpentier Armand Papinot et de Laurence Taillandier. Il épouse Marie Beaurepère à Dijon le 17 avril 1820. Son œuvre majeure est l'édification de deux immeubles symétriques, au niveau de l'ancienne porte Saint-Pierre. Cette réalisation est décrite par Joseph Bard comme « d'une rare magnificence », ayant aussi « quelque analogie avec la place de la Concorde ». Il meurt en son domicile situé au 9 rue du Tillot à Dijon.

## Réalisations dijonnaises
- Immeubles à logements pour l'entrepreneur Charles André[5] ornés de bas-reliefs du sculpteur Louis-Joseph Moreau, situés à l'intersection de la rue Chabot-Charny et la place Wilson, entre 1838 et 1839[6],[7].
- Agrandissement de l'hôtel Despringles pour loger les facultés des Sciences et des Lettres de  Dijon, en 1843[8].
- Immeubles à logements pour le propriétaire Chamson, situés aux 5 bis-7-9-11 place Wilson[9], à côté de l'église Saint-Pierre, en 1848[10].
- Ecole du Nord, située au n°12 rue du Nord, entre 1850 et 1851[11].

## Galerie

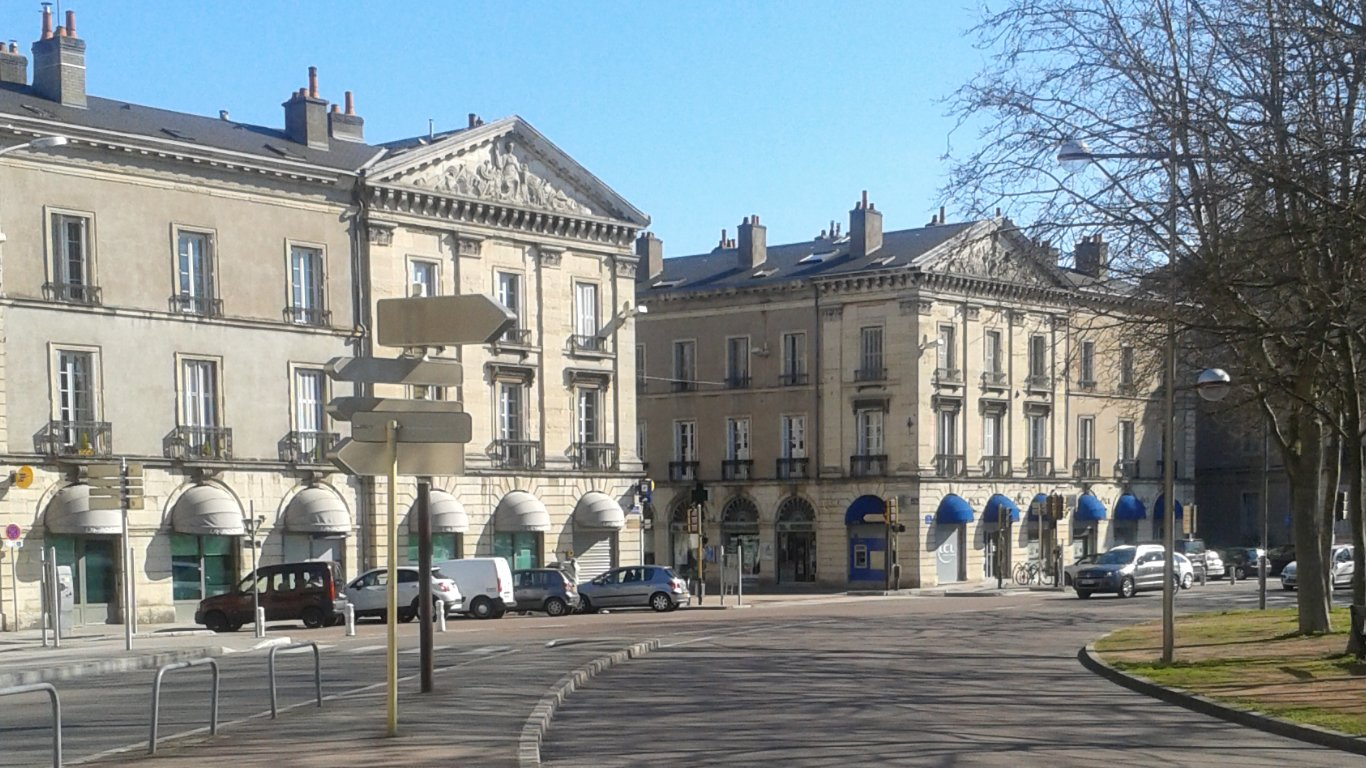
Immeubles néoclassiques place Wilson à Dijon.
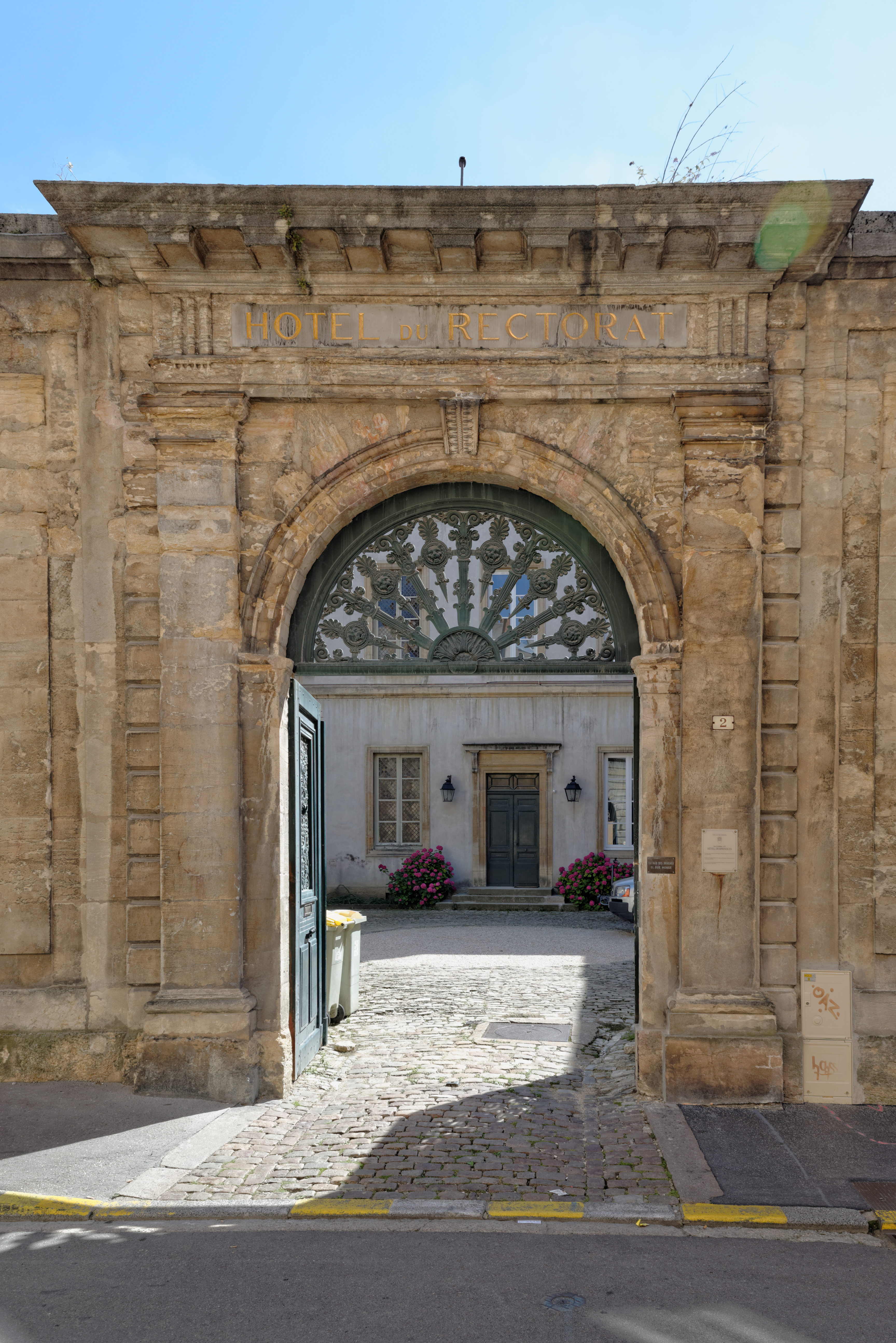
Hôtel Despringles à Dijon.